# Olof Persson
Olof Persson (* 5. Mai 1978 in Malmö) ist ein ehemaliger schwedischer Fußballspieler. Nach dem Ende der aktiven Laufbahn begann er eine Trainerkarriere.

## Sportlicher Werdegang
Persson spielte in der Jugend bei Oxie IF, ehe er zu Malmö FF wechselte. Dort debütierte er 1995 in der Allsvenskan. Der Klub konnte jedoch in den 1990er Jahren nicht an die Erfolge der Vergangenheit anknüpfen und geriet insbesondere am Ende des Jahrzehnts in Schwierigkeiten. Während Persson verschiedene Juniorennationalmannschaften des Svenska Fotbollförbundet durchlief und sich als Stammspieler beim Klub etablierte, verpasste er mit der Mannschaft am Ende der Erstliga-Spielzeit 1999 den Klassenerhalt. Hinter Mitabsteiger Djurgårdens IF gelang jedoch als Vizemeister der Superettan die direkte Rückkehr und noch vor Beginn der Spielzeit 2001 kam er zu seinem Länderspieldebüt für die schwedische Nationalmannschaft. Bei einer 0:1-Niederlage gegen Finnland durch ein Tor von Timo Marjamaa stand er in der Startelf und wurde zur Halbzeitpause durch Benjamin Kibebe ersetzt.
Im Herbst 2001 wechselte Persson nach Österreich zum FC Tirol Innsbruck. Unter Trainer Joachim Löw wurde der Meistertitel errungen. Nach dem Konkurs und dem folgenden Entzug der Bundesligalizenz kehrte er nach Schweden zu MFF zurück, wo er einen Vertrag mit zweieinhalb Jahren Laufzeit unterzeichnete. Unter Trainer Tom Prahl kehrte der schwedische Klub in die Erfolgsspur zurück. Nach der Vizemeisterschaft in der Spielzeit 2002 hinter Djurgårdens IF holte die Mannschaft in der Spielzeit 2004 den 15. Meistertitel der Vereinsgeschichte und wurde damit wieder alleiniger Rekordmeister. In der Folge rückte Persson wieder in den Fokus der Nationalmannschaft und kam 2005 zu zwei weiteren Länderspielen, ehe er Anfang 2006 das letzte seiner vier Länderspiele bestritt. Zwischenzeitlich hatte Sören Åkeby das Traineramt in Malmö übernommen und sortierte Persson im Verlauf der Spielzeit 2006 aus.
Im Sommer 2006 verließ Persson Malmö FF in Richtung Dänemark und heuerte bei Aarhus GF an, wo sein vormaliger MFF-Mitspieler Brian Steen Nielsen mittlerweile als Sportdirektor tätig war. In der Vorbereitung auf die Superliga-Spielzeit 2004/05 zog er sich jedoch einen Kreuzbandriss zu, in dessen Folge er im Herbst 2008 seine Karriere ohne Spieleinsatz in der Superliga beenden musste.
Nach seinem Karriereende war Persson zunächst Trainerassistent beim FC Rosengård 1917, ehe er 2010 beim seinerzeitigen Drittligisten zum Cheftrainer aufstieg. Nach dem Abstieg in die Division 2 am Ende der Spielzeit 2011 verließ er den Klub und heuerte beim Fünftligisten FC Höllviken an. Zwischen 2014 und 2018 war er wieder für Malmö FF tätig, wo er verschiedene Trainer als Assistent unterstützte. Anschließend schloss er sich als Assistent dem Trainerstab des Malmöer Klubs IF Limhamn Bunkeflo an. Zwischenzeitlich zum Sportchef des Klubs aufgestiegen, wurde die Zusammenarbeit Ende 2023 beendet. Kurze Zeit später kehrte er als Jugendtrainer zu Malmö FF zurück.